# Omar Devanni
Omar Lorenzo Devanni (Córdoba, 27 aprile 1940) è un ex calciatore argentino, di ruolo attaccante. Figura al quinto posto della classifica dei realizzatori della Categoría Primera A.

## Caratteristiche tecniche
Giocò come centravanti; durante il suo periodo in Colombia segnò numerose reti.

## Carriera

### Club
Debuttò con il Vélez nel campionato argentino di calcio, assommando poco meno di venti presenze nei tre anni di permanenza nel club di Liniers. Dopo una singola stagione al Deportivo Morón, si trasferì in Colombia, all'Atlético Bucaramanga. La prima annata nel nuovo campionato fu positiva: le sue trentasei marcature lo resero il miglior cannoniere del campionato, a pari merito con l'uruguaiano Verdún. L'anno successivo giocò il campionato per due squadre: iniziò con il Bucaramanga per poi trasferirsi all'Unión Magdalena. Fu nuovamente il miglior marcatore del torneo — stavolta da solo — con ventotto gol, divisi equamente tra i due club di militanza. Nel 1965 mise a segno ventisei reti, ma il maggior realizzatore fu Perfecto Rodríguez, suo connazionale, con trentotto gol. Al trasferimento all'Independiente Santa Fe — avvenuto nel 1966 — corrisposero il primo titolo di squadra di Devanni (il campionato nazionale colombiano) e il terzo personale (ancora una volta, fu l'attaccante più prolifico di Colombia, con trentuno marcature). Nel 1967 si rese protagonista di un episodio particolare — narrato da Eduardo Galeano — classificabile come un esempio di fair play: durante la finale tra Santa Fe e Millonarios, l'arbitro fischiò un calcio di rigore, mal interpretando una caduta di Devanni in area, che di fatto aveva inciampato. Impossibilitato a ritrattare la decisione, il direttore di gara indicò comunque il dischetto a Devanni, che pur gli aveva spiegato la situazione. Il calciatore tirò dunque di molto fuori, non realizzando un gol che, a suo parere, sarebbe stato irregolare. Devanni proseguì la carriera in Colombia fino al 1971, arrivando a quota 195 reti in campionato.

## Palmarès

### Club

#### Competizioni nazionali
- Campionato colombiano: 1

Santa Fe: 1966

### Individuale
- Capocannoniere della Categoría Primera A: 3

1963 (36 gol), 1964 (29 gol), 1966 (30 gol)